# Cucut becnegre
El cucut becnegre (Coccyzus erythropthalmus) és una espècie d'ocell de la família dels cucúlids (Cuculidae) que habita boscos, criant en Amèrica del Nord, des d'Alberta i sud de Saskatchewan, cap al sud i l'est, a través del sud del Canadà, fins a la meitat oriental dels Estats Units, arribant cap al sud fins al nord de Texas i Alabama. Passa l'hivern al nord-oest de Sud-amèrica, des del nord de Colòmbia fins al centre de Bolívia.